# Breiðablik Kópavogur
Il Breiðablik Kópavogur, meglio noto come Breiðablik, Breidablik o con l'acronimo UBK, è una società calcistica islandese con sede nella città di Kópavogur. Trae il suo nome (che significa "ampio splendore") da quello della mitologica dimora di Baldr, divinità norrena.
Il club fu fondato nel 1950 e, oltre al calcio, vanta squadre di atletica, karate, danza, sci, nuoto e pallamano. Attualmente, alla sua presidenza vi è una donna, la parlamentare islandese Sigurrós Þorgrímsdóttir. Nei primi anni novanta del XX secolo ha avuto anche una sezione di football americano, che ha partecipato all'unica edizione del campionato islandese di questa disciplina. Questo club è il punto di riferimento del calcio giovanile islandese.
La squadra di calcio femminile ha vinto nel 2005 campionato e coppa nazionale, aggiudicandosi anche vari tornei giovanili, mentre la squadra maschile milita nella massima serie islandese e vanta nel suo palmarès una Coppa d'Islanda vinta nel 2009 e tre titoli nazionali conquistati nel 2010 nel 2022 e nel 2024. A queste si aggiunge nel 2013 la prima Coppa di Lega islandese. Nel 2023 si qualifica per i gironi di UEFA Europa Conference League in cui perde 3-2 con il Maccabi Tel Aviv e 5-0 con il Gent. Perde anche le altre partite e arriva ultimo nel girone con 0 punti.

## Statistiche e record

### Statistiche nelle competizioni UEFA
Tabella aggiornata alla stagione 2024-2025.
| Competizione                  | Partecipazioni | G  | V | N | P  | RF | RS |
| ----------------------------- | -------------- | -- | - | - | -- | -- | -- |
| UEFA Champions League         | 2              | 8  | 5 | 0 | 3  | 20 | 15 |
| Coppa UEFA/UEFA Europa League | 6              | 15 | 4 | 5 | 6  | 16 | 20 |
| UEFA Conference League        | 4              | 24 | 9 | 1 | 14 | 33 | 43 |

## Palmarès

### Competizioni nazionali
- Campionato islandese: 3

2010, 2022, 2024
- Coppa d'Islanda: 1

2009
- Coppa di Lega islandese: 3

2013, 2015, 2024
- Supercoppa d'Islanda: 2

2023, 2025
- 1. deild karla: 6

1970, 1975, 1979, 1993, 1998, 2005

### Altri piazzamenti
- Campionato islandese:

Secondo posto: 2012, 2015, 2018, 2019, 2021
Terzo posto: 1983
- Coppa d'Islanda:

Finalista: 1971, 2018
Semifinalista: 1978, 1980, 1983, 2007, 2008, 2013, 2019, 2022, 2023
- Coppa di Lega islandese:

Finalista: 1996, 2009, 2010, 2014
Semifinalista: 2021
- Supercoppa d'Islanda:

Finalista: 2010, 2011, 2022

## Organico

### Rosa 2023
Aggiornata al 28 settembre 2023.
| N. |                      | Ruolo | Calciatore                         |
| -- | -------------------- | ----- | ---------------------------------- |
| 1  | Islanda (bandiera)   | P     | Gunnleifur Gunnleifsson (capitano) |
| 2  | Islanda (bandiera)   | C     | Kolbeinn Þórðarson                 |
| 4  | Islanda (bandiera)   | D     | Damir Muminović                    |
| 5  | Islanda (bandiera)   | D     | Elfar Freyr Helgason               |
| 6  | Islanda (bandiera)   | C     | Alexander Helgi Sigurðason         |
| 7  | Belgio (bandiera)    | D     | Jonathan Hendrickx                 |
| 9  | Danimarca (bandiera) | A     | Thomas Mikkelsen                   |
| 10 | Islanda (bandiera)   | C     | Guðjón Pétur Lýðsson               |
| 12 | Islanda (bandiera)   | P     | Hlynur Örn Hlöðversson             |
| 14 | Islanda (bandiera)   | C     | Óskar Jónsson                      |
| 15 | Islanda (bandiera)   | D     | Davíð Kristján Ólafsson            |
| 16 | Islanda (bandiera)   | D     | Guðmundur Böðvar Guðjónsson        |
| 17 | Islanda (bandiera)   | A     | Þórir Guðjónsson                   |
| 19 | Islanda (bandiera)   | A     | Aron Bjarnason                     |
| 21 | Islanda (bandiera)   | D     | Viktor Örn Margeirsson             |

| N. |                         | Ruolo | Calciatore                  |
| -- | ----------------------- | ----- | --------------------------- |
| 22 | Islanda (bandiera)      | A     | Karl Friðleifur Gunnarsson  |
| 24 | Islanda (bandiera)      | P     | Elías Rafn Ólafsson         |
| 25 | Islanda (bandiera)      | D     | Davíð Ingvarsson            |
| 27 | Islanda (bandiera)      | A     | Arnór Gauti Ragnarsson      |
| 30 | Islanda (bandiera)      | C     | Andri Rafn Yeoman           |
| 31 | Islanda (bandiera)      | C     | Benedikt V. Warén           |
| 44 | Islanda (bandiera)      | A     | Gunnar Geir Baldursson      |
| 45 | Islanda (bandiera)      | C     | Brynjólfur Darri Willumsson |
| 77 | Sierra Leone (bandiera) | C     | Kwame Quee                  |
|    | Islanda (bandiera)      | D     | Aron Kári Aðalsteinsson     |
|    | Islanda (bandiera)      | C     | Viktor Karl Einarsson       |
|    | Islanda (bandiera)      | D     | Gísli Martin Sigurðsson     |
|    | Islanda (bandiera)      | C     | Brynjar Óli Bjarnason       |
|    | Islanda (bandiera)      | A     | Kristófer Kristinsson       |

### Stagioni passate
- stagione 2016